# The Con
Albums de Tegan and Sara
So Jealous
(2004) Sainthood
(2009)
The Con est le cinquième album de Tegan and Sara

## Liste des chansons
| No  | Titre                 | Durée |
| --- | --------------------- | ----- |
| 1.  | I Was Married         | 1:36  |
| 2.  | Relief Next to Me     | 3:04  |
| 3.  | The Con               | 3:33  |
| 4.  | Knife Going In        | 2:13  |
| 5.  | Are You Ten Years Ago | 3:21  |
| 6.  | Back in Your Head     | 3:00  |
| 7.  | Hop a Plane           | 1:53  |
| 8.  | Soil, Soil            | 1:27  |
| 9.  | Burn Your Life Down   | 2:26  |
| 10. | Nineteen              | 3:00  |
| 11. | Floorplan             | 3:41  |
| 12. | Like O, Like h        | 2:43  |
| 13. | Dark Come Soon        | 3:11  |
| 14. | Call It Off           | 2:25  |